# Toregöl (Högsby socken, Småland, 633617-151901)
Toregöl är en sjö i Högsby kommun i Småland och ingår i Emåns huvudavrinningsområde.